# Burg Reichenstein (Schweiz)
Burg Reichenstein ist eine hochmittelalterliche Spornburg in der Schweizer Gemeinde Arlesheim im Kanton Basel-Landschaft. Sie steht unter Denkmalschutz.

## Lage
Die Burg liegt oberhalb bzw. nordöstlich des Dorfkernes von Arlesheim bei 460 m ü. M. auf einem Felssporn des Reichensteiner Berges. Auf der Südseite ist sie durch eine natürliche Senke und auf den anderen Seiten durch Felswände geschützt. Man kann die kompakt gebaute Burg vom Birstal her gut zwischen den Bäumen erkennen. Sie ist auf der Strasse von Arlesheim zur Schönmatt (Abzweigung auf der Höhe des Schlosses Birseck: Wegweiser) per Auto oder zu Fuss gut zu erreichen.
Etwa 200 Meter südlich auf dem gleichen Felsrücken gab es noch eine mittlere Burg, die Mittel-Birseck (castrum medium). Diese bestand eigentlich aus zwei Befestigungen, die aber schon früh aufgegeben wurden und historisch nicht mehr fassbar sind (nur sehr geringe Mauerreste). Die zweite Befestigung, die Ruine der hinteren Burg, befindet sich etwas weiter südlich oberhalb des «hohlen Felsen» (auch «Holi Felse»).  In rund 500 Meter Luftlinie südlich der Burg Reichenstein befindet sich die Burg Birseck – auch die untere oder auch vordere Burg genannt.

## Anlage
Dominiert wurde und wird die Anlage durch einen Wohnturm, an den südlich ein etwas höherer Bergfried angebaut ist. Dieser Bergfried weist eine so geringe lichte Weite auf, dass er wohl kaum bewohnt werden konnte, aber mit seinen 2 Meter dicken Mauern den Wohnturm schützen musste. Der Wohnturm – das 'obere Haus' – wies vier Geschosse auf, die teilweise bewohnbar gewesen sein müssen, teilweise aber auch als Keller zur Vorratshaltung dienten (in den anstehenden Kalkfels geschrotet). In einer späteren Bauphase wurde ein 'unteres Haus' an den Wohnturm angebaut: Zweck und Ausstattung dieses vermutlich zweistöckigen Baus sind aber nicht mehr fassbar.

## Geschichte

### Das Original
Die Burg Reichenstein wurde – zusammen mit der mittleren Birseckburg – um 1200 von den Grafen von Frohburg errichtet, um ihren Einflussbereich ins Birseck erweitern zu können. Die Burg wird erstmals im Jahre 1239 als „Castrum Birseke superior“, als „obere Birseckburg“, erwähnt. Der Vorstoss der Frohburger ins Birseck schlug aber fehl und so trat Ludwig von Frohburg im Jahr 1245 die Burgen an den Bischof von Basel ab. Der Bischof gab darauf die nördliche, obere Burg dem Geschlecht der Reich zu Lehen, was zur Namensbildung Reichenstein führte. Während der nächsten fünf Generationen gehörten die Reichs zwischen 1250 und 1400 dem Basler Rat an, stellten in der Stadt Basel sechs Bürgermeister und gar einen Bischof des Bistums Basel. Die enge Verflechtung der Reich mit dem Fürstbistum Basel ist auch daran zu erkennen, dass 1286 bis 1296 Peter Reich das Amt des Basler Bischofs bekleidet: In dieser Zeit wurde zusätzlich zur 'oberen Burg' auch die 'mittlere Burg' als Lehen an die Reich gegeben. Hierbei ist wie immer zu beachten, dass zwar die Burgen als Lehen gegeben wurden, das Interesse des Adels aber auf den damit verbundenen Gütern (z. B. Betriebe, Land), Einkünften (z. B. Steuern) und Rechten (z. B. Rechtsprechung) lag.

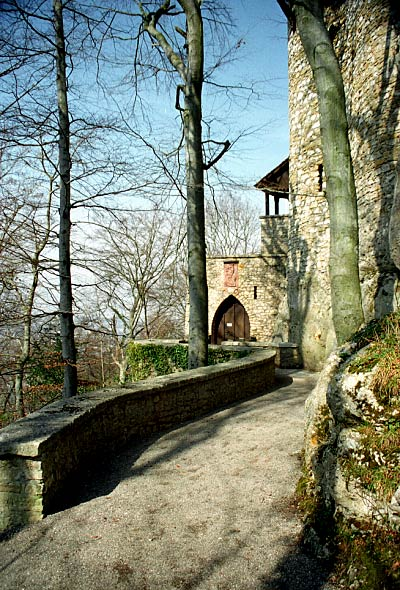
Burg Reichenstein

Im Jahr 1356 beschädigte das Basler Erdbeben auch die Burg Reichenstein, aber die Familie Reich hat sie wieder instand gesetzt. Die 'mittlere Burg' war vermutlich schon vor dem Erdbeben aufgelassen worden.
Im 15. Jahrhundert lösten sich die Reichs von der Stadt Basel und vernachlässigten auch die Burg Reichenstein. Im 16. Jahrhundert versuchten Solothurn – im Rahmen seiner Expansionspolitik nach Norden – und die Stadt Basel – als Gegenzug – die noch bewohnbare Burg zu erwerben, was aber beiden nicht gelang. Während des 17. Jahrhunderts zerfiel die Burganlage endgültig, wobei die Ruine jedoch als bischöfliches Lehen im Besitz der Familie Reich blieb, bis das Fürstbistum Basel im Zusammenhang mit der Französischen Revolution aufgelöst wurde. Anno 1813 wurde dann die Ruine mitsamt der Waldung an Johann-Rudolf Forcart-Weiss verkauft und ging 1834 als Erbe an Achilles Forcart-Iselin und 1844 an die Firma Forcart-Weiss & Burckhardt-Wildt (später Burckhardt & Co) über.  J. Brodbeck-Sandreuter kaufte 1932 Ruine und Wald.

### Das zweite Leben
Brodbeck liess darauf die Burg nach Plänen des bekannten Burgenforschers und Architekten Eugen Probst aus Zürich wieder aufbauen, den Innenausbau besorgte Hans Ryhiner. Die Rekonstruktion beschränkte sich jedoch nur auf den Wehrturm, den Brodbeck als Sommersitz nutzte. Der Wiederaufbau wurde ohne historische und archäologische Untersuchung ausgeführt, zerstörte ursprüngliche Bausubstanz und folgte stark den burgenromantischen Ideen von Eugen Probst: Entsprechend zeigt die heutige Burg nur in Teilen einen wirklichkeitsnahen, historischen Zustand.
Die Burganlage erreicht man heute vom Parkplatz her über eine Holzbrücke und durch ein Burgtor. Von diesem Innenhof betritt man durch den teilweise in den Fels gehauenen Eingang den Wohnturm. Im zweiten Obergeschoss befindet sich ein grosser Rittersaal und darüber das Turmzimmer, von dem man einen fantastischen Rundblick über das Birstal, die Vogesen und bis in den Schwarzwald geniessen kann.

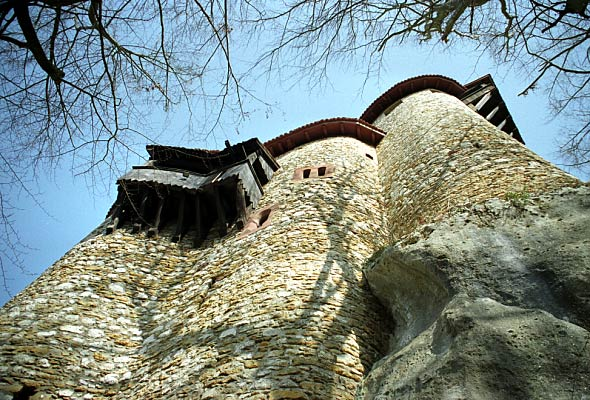
Anblick von unten

Im Jahr 1938 richtete der Besitzer eine Familienstiftung ein, die 1972 in eine öffentlich-rechtliche Stiftung umgewandelt wurde, die seither die Burg betreut und nutzt.

### Aktuelle Nutzung
Die Burg Reichenstein kann von der Stiftung für Anlässe bis 50 Personen gemietet werden (Kontakt: Gemeindeverwaltung Arlesheim), wobei neben Hochzeiten, Familienfesten, Geburtstagsfeiern auch Tagungen, Sitzungen, Firmenanlässe und gar zivile Trauungen beliebt sind.